# Croton sumatranus
Croton sumatranus är en törelväxtart som beskrevs av Friedrich Anton Wilhelm Miquel. Croton sumatranus ingår i släktet Croton och familjen törelväxter. Inga underarter finns listade i Catalogue of Life.